# Armand Marc de Montmorin Saint-Hérem

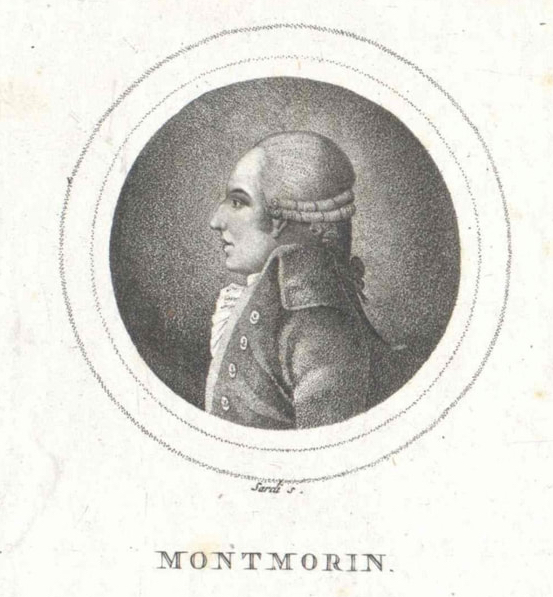
Armand Marc de Montmorin Saint-Hérem

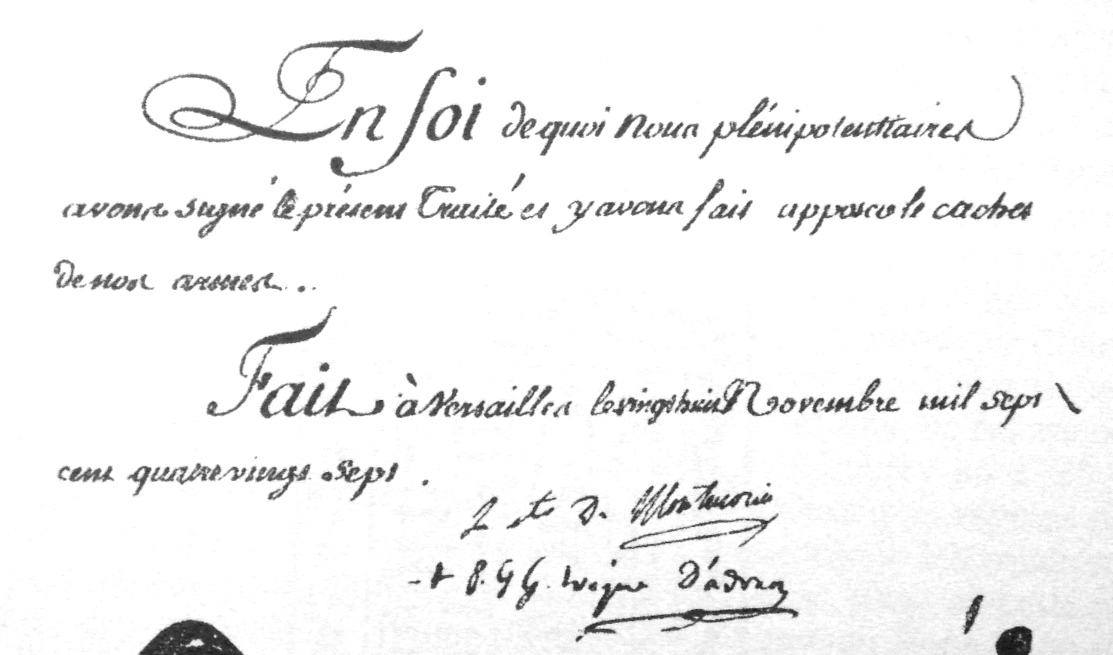
Chữ ký của Armand Marc, Bá tước de Montmorin, Bộ trưởng bộ Ngoại giao và Hải quân Pháp, trong Hiệp ước Versailles. Chữ ký còn lại Evèque d'Avran, hay Pigneau de Béhaine.

Armand Marc, Bá tước de Montmorin de Saint Herem (sinh 1745 tại Paris - mất 1792 tại Paris), là một chính khách người Pháp. Ông là Bộ trưởng bộ Ngoại giao và Hải quân Pháp dưới thời vua Louis XVI.
Ông thuộc về một nhánh nhỏ của một gia đình quý tộc ở tỉnh Auvergne. Ông là quan thị vệ của Louis XVI khi ông này còn là Dauphin de France (trữ quân Pháp), và sau đó trở thành đại sứ Pháp tại Madrid. Khi đang còn thực hiện nhiệm vụ ở Madrid thì ông được triệu về làm Thống đốc Bretagne, và tới năm 1787 thì được vua Pháp bổ nhiệm thay thế Vergennes giữ chức Bộ trưởng bộ Ngoại giao. Armand Marc là một người hâm mộ Jacques Necker, người mà ảnh hưởng trong triều đình đã chống lưng cho Armand Marc rất nhiều. Thời gian nay với cương vị Bộ trưởng Bộ ngoại giao, ông đã ký với Pigneau de Béhaine Hiệp ước Versailles liên quan tới Việt Nam. Ông về hưu khi Nacker bị sa thải ngày 12 tháng 7 năm 1789, nhưng lại được tái bổ nhiệm khi Necker được phục hồi chức vụ sau cuộc phá ngục Bastille và ông giữ chức này cho đến tháng 10 năm 1791.
Xem Agenor Bardoux, Pauline de Montmorin, comtesse de Beaumont: Études sur la fin du XVIIIème siècle (Paris, 1884), for a defence of Montmorin's policy; A de Bacourt, Correspondance entre Mirabeau et le comte de La Marck, 1789-1791 (3 vols., Paris, 1851), contains many letters of Montmorin; "Correspondence of the Comte de Moustier with the Comte de Montmorin," in the Amer. Hist. Rev., vol. viii. (1902-1903).